# Christof Flügel

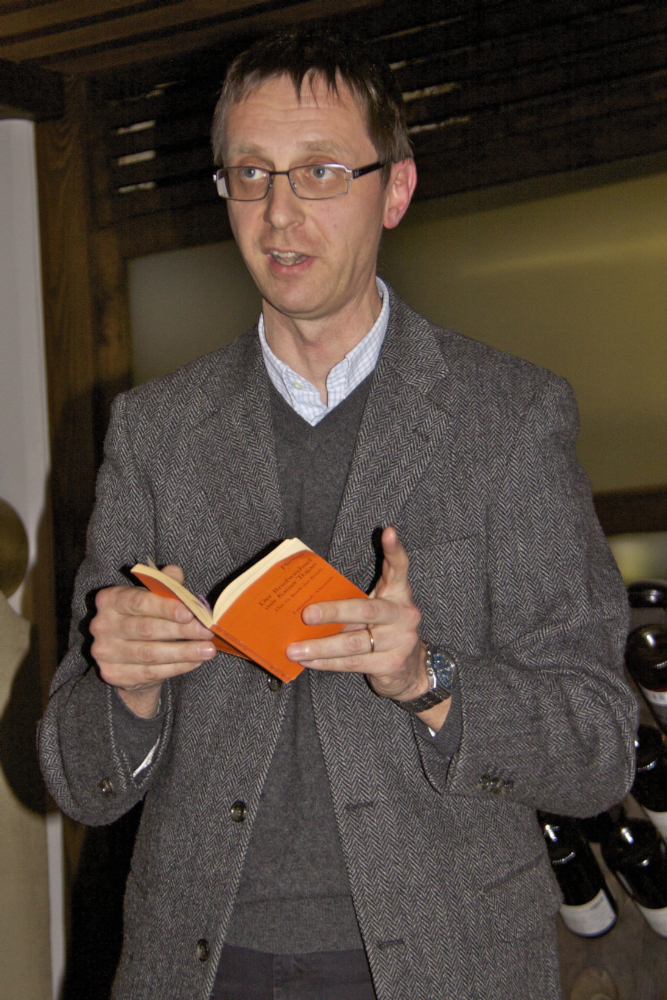
Christof Fluegel (2013)

Christof Flügel (* 1960er Jahre) ist ein deutscher Provinzialrömischer Archäologe und Hauptkonservator am Bayerischen Landesamt für Denkmalpflege.
Flügel wurde als eines von drei Kindern des österreichischen Paläontologen Erik Flügel und der Mineralogin Erentraud Flügel-Kahler, die 1962 geheiratet hatten, geboren. Er studierte von 1986 bis 1988 Klassische Archäologie und Alte Geschichte an der Universität Wien und legte dort die Zwischenprüfung ab. Anschließend wechselte er an die Ludwig-Maximilians-Universität München und studierte von 1988 bis 1996 Provinzialrömische Archäologie, Klassische Archäologie und Alte Geschichte. Nach dem Abschluss als Magister Artium wurde er bei Günter Ulbert promoviert. Seine 1999 gedruckte Dissertation über die römische Keramik vom Auerberg schloss Flügel im Sommersemester 1996 ab.
Im Jahr 1997 wurde er als Wissenschaftlicher Mitarbeiter an der Prähistorischen Staatssammlung (seit 2000: Archäologische Staatssammlung) in München tätig. Diese Stellung hatte er bis 2000 inne. In diese Zeit fällt seine Arbeit an der wissenschaftlichen Konzeption der Bayerischen Landesausstellung „Römer zwischen Alpen und Nordmeer“, die im Lokschuppen Rosenheim gezeigt wurde. Im Jahr 2000 wurde er als Wissenschaftlicher Referent zum Konservator, später Oberkonservator, ernannt und an der Landesstelle für die nichtstaatlichen Museen in Bayern beim Bayerischen Landesamt für Denkmalpflege tätig. Von 2009 bis 2012 waren Flügel und der provinzialrömische Archäologe Heimo Dolenz vom Landesmuseum Kärnten Grabungsleiter im tunesischen Karthago und forschten im Auftrag des Deutschen Archäologischen Instituts (DAI) im heutigen „Quartier Didon“, das 2017 zu einem weiteren archäologischen Park der Stadt erklärt wurde.
Seit Februar 2018 ist Flügel als Hauptkonservator und Referatsleiter für die nichtstaatlichen archäologischen und naturwissenschaftlichen Museen in Bayern zuständig. Ein Aufgabenschwerpunkt liegt in der Vermittlung des Welterbe-Themenkomplexes „Grenzen des Römischen Reiches – Obergermanisch-raetischer Limes“. Außerdem referiert er an der 2011 gegründeten Bayerischen Museumsakademie und ist Lehrbeauftragter für die Archäologie der Römischen Provinzen an der Universität Bamberg.
Im Mai 2015 wurde Flügel zum korrespondierenden Mitglied des Deutschen Archäologischen Instituts gewählt.

## Schriften (Auswahl)
- mit Heimo Dolenz: Die deutschen Ausgrabungen in Karthago. Römische und byzantinische Grossbauten am Decumanus Maximus (= Karthago. Band 4). Philipp von Zabern, Mainz 2012, ISBN 978-3-8053-4467-8.
- Eine Grenze für Rom. Der mittelfränkische Limes im Imperium. In: Edgar Weinlich (Hrsg.): Der Limes als antike Grenze des Imperium Romanum. Grenzen im Laufe der Jahrhunderte (= Geschichte und Kultur in Mittelfranken 3). Ergon, Würzburg 2014, ISBN 978-3-95650-058-9, S. 49–62.
- mit Heimo Dolenz und Martin Luik: Nachgrabungen im Tempelbezirk der Isis Noreia bei Hohenstein im Glantal. In: Carinthia I, 195, 2005, S. 55–71.
- mit Christian Gug: Die Kleinfunde aus dem Virunenser Amphitheater. In: Christian Gugl, Renate Jernej: Virunum. Das römische Amphitheater. Die Grabungen 1998–2001. Wieser, Klagenfurt 2004, ISBN 3-85129-429-7, S. 343–394.
- als Herausgeber mit Ludwig Wamser und Bernward Ziegaus: Römer zwischen Alpen und Nordmeer. Zivilisatorisches Erbe einer europäischen Militärmacht. Zabern, Mainz 2000, ISBN 3-8053-2615-7
- Die römischen Bronzegefäße von Kempten-Cambodunum. In: Mathilde Schleiermacher, Christof Flügel: Fibeln und Bronzegefässe von Kempten-Cambodunum. (= Cambodunum-Forschungen 5, Materialhefte zur bayerischen Vorgeschichte A 63), Laßleben, Kallmünz 1993, ISBN 3-7847-5063-X, S. 53–114.
- Der Auerberg III. Topographie, Die römische Keramik (= Münchner Beiträge zur Vor- und Frühgeschichte 47). C. H. Beck, München 1999, ISBN 3-406-10751-6 (Dissertation)